# O (EP)
O, estilizado como O, es el segundo EP  de la cantautora surcoreana y exmiembro del grupo GFriend, Yuju. Se publicó el 7 de marzo de 2023 a través de la discográfica Konnect Entertainment y  distribuido por Warner Music Korea. El disco se promocionó con el sencillo «Without U», escrito y compuesto por Yuju, además cuenta con otras cuatro canciones todas  escritas por ella.

## Antecedentes y lanzamiento
Esté álbum marca el regreso  de Yuju desde su debut en enero de 2022, fue anunciado el 14 de febrero mediante redes sociales. Según declaraciones a medios, en este álbum Yuju pretende mostrar su verdadero yo, contrastando su vida cotidiana con el escenario. Además se supo que el título del álbum O viene de Odisea, ya que pretende simbolizar un viaje largo. Además las imágenes promocionales se observa la frase «Nothing's ever gon' be the same»(Nada será igual que antes).

## Lista de canciones
| N.º   | Título                     | Letras         | Música                                                                                          | Arreglos                          | Duración |  |
| 1.    | «9 Years»                  | Yuju           | Yuju                                                                                            | sesåme                            | 2:57     |  |
| 2.    | «Without U»                | Yuju           | Ginette Claudette, Dimitri Gountounas, Mike Woods, Kevin White, Rudy Sandspa, Kaelyn Behr, MZMC | Rudy Sandapa, Styalz Fuego, MZMC  | 3:37     |  |
| 3.    | «꿈» (Dreaming)            | Yuju           | Amelia Moore, Kyle Buckley, Charles Nelsen, John Blanda, MZMC                                   | Pinkslip, inverness, Blanda, MZMC | 3:02     |  |
| 4.    | «복숭아꽃» (feat Sokodomo) | Yuju, Sokodomo | Yuju, Sokodomo                                                                                  | Sokodomo, Purple                  | 2:39     |  |
| 5.    | «Full Circle»              | Yuju           | Yuju, Knave, Paulina "PAU" Cerilla, Shintaro Yasuda, David Park                                 | Shintaro Yasuda, David Park       | 2:39     |  |
| 14:56 |                            |                |                                                                                                 |                                   |          |  |

## Posicionamiento en listas
| Lista (2022)                     | Mejor posición | Ref.  |
| -------------------------------- | -------------- | ----- |
| Corea del Sur (Gaon Album Chart) | 15             | [ 5 ] |

## Historial de lanzamiento
| País          | Fecha              | Formato                         | Sello                 |
| ------------- | ------------------ | ------------------------------- | --------------------- |
| Corea del Sur | 7 de marzo de 2023 | CD, Descarga digital, streaming | KONNECT Entertainment |